# Виссхер, Ламберт
Ламберт Виссхер (нидерл. Lambert Visscher, Lombart, Lambrecht Visscher,; ок. 1633, Харлем — ок. 1690, Италия) — голландский рисовальщик и гравёр «Золотого века Нидерландов». Мастер репродукционной гравюры в технике офорта. Представитель большого круга родственников и однофамильцев: голландских рисовальщиков, гравёров и типографов.

## Биография
Ламберт Виссхер родился в Харлеме в семье гравёров и типографов, он был младшим братом Корнелиса Виссхера (1629—1658,) и старшим братом Яна де Висхера (ок. 1636— между 1692 и 1712).
По сведениям Арнольда Хоубракена, автора жизнеописаний: «Великий театр нидерландских художников и художниц» (De Groote Schouburgh der Nederlantsche Konstschilders en Schilderessen, 1718—1721), Ламберт Виссхер переехал из Голландии в Италию, жил в Риме, где вместе с Корнелисом Блумартом Вторым создал ряд гравюр с картин Пьетро да Кортона.
По данным Нидерландского института истории искусств (RKD), Ламберт Виссхер действовал в Амстердаме с 1666 по 1673 год. В 1673 году он отправился в Италию, где умер после 1690 года, возможно, во Флоренции или Риме.

## Галерея

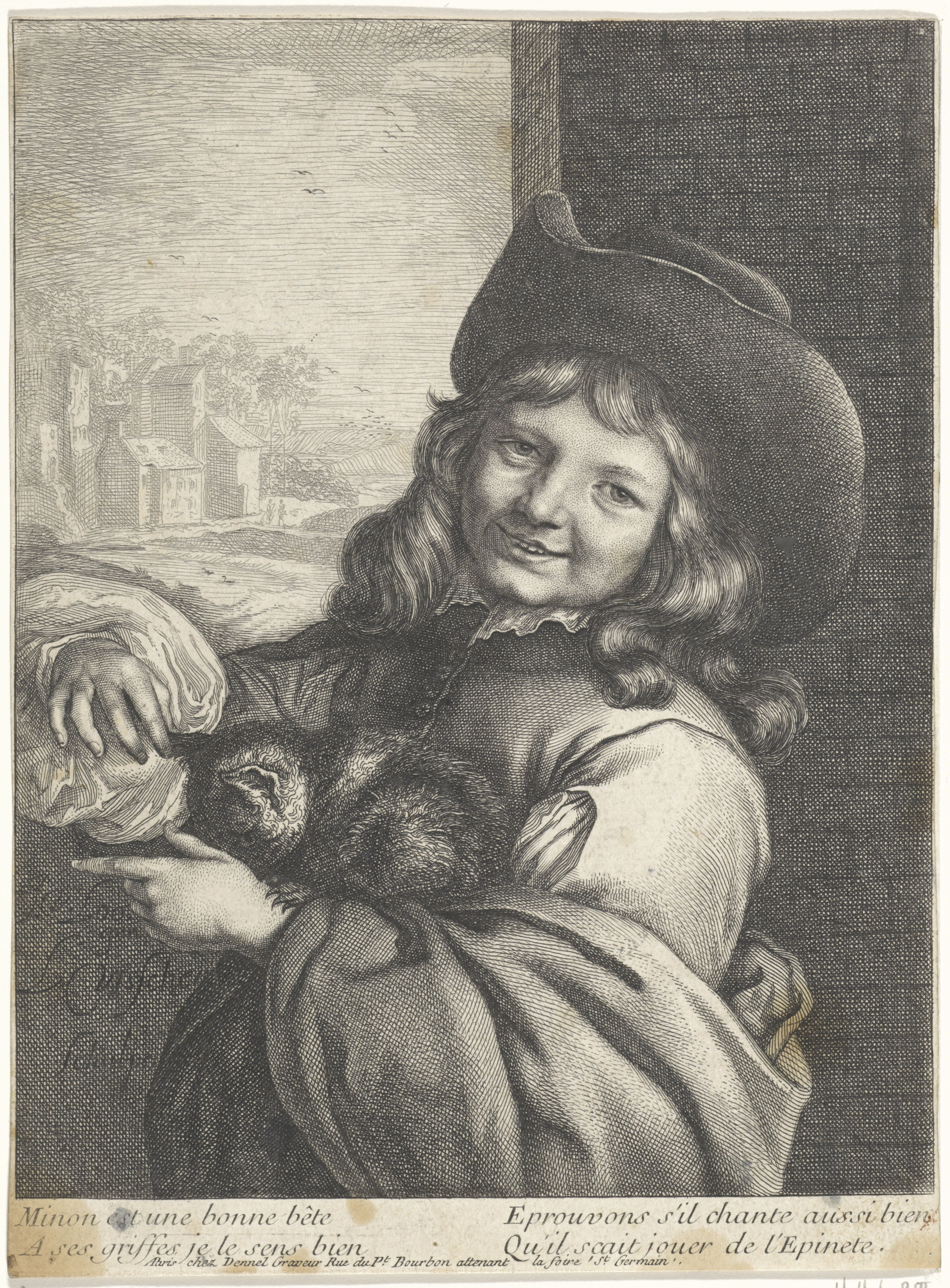
Улыбающийся мальчик с котом. Между 1643 и 1815. Офорт. Рейксмюсеум, Амстердам
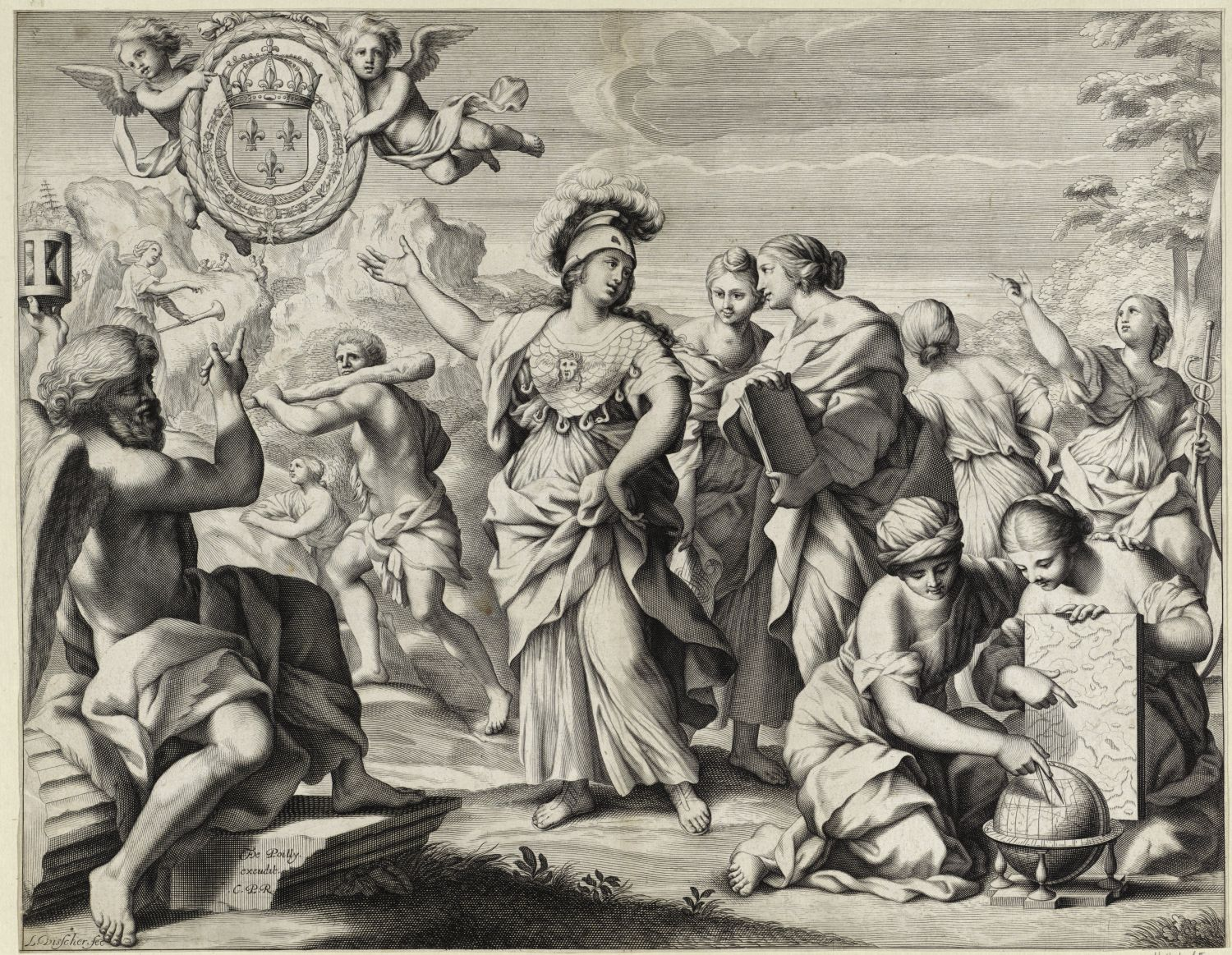
Allegoria Cnoty. Между 1666 и 1691. Офорт, резец. Рейксмюсеум, Амстердам
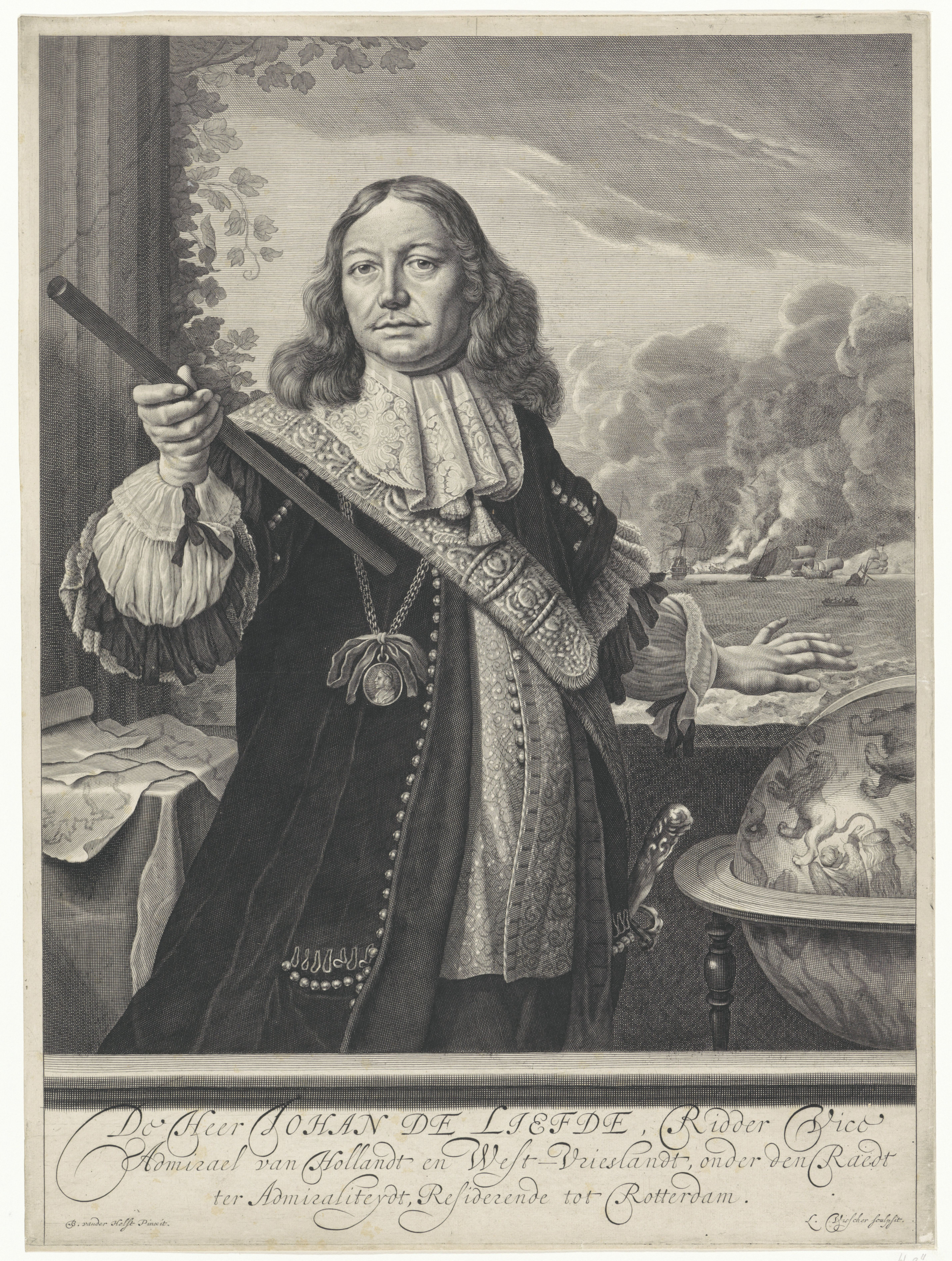
Портрет Й. де Лифде. Между 1668 и 1690. Офорт. Рейксмюсеум, Амстердам
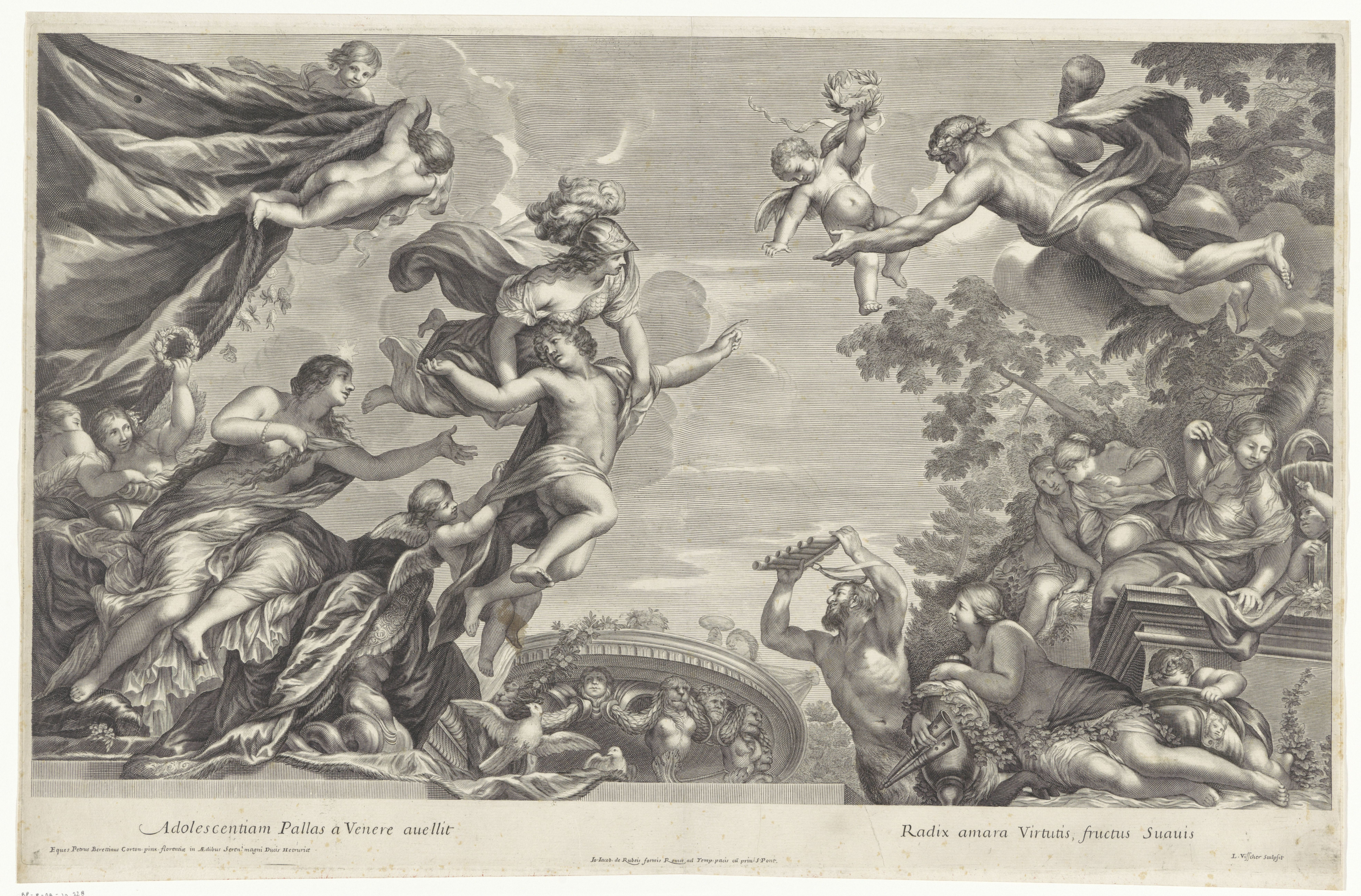
Минерва уносит Юность от Венеры к Добродетели. Между 1643 и 1691. Офорт. Рейксмюсеум, Амстердам
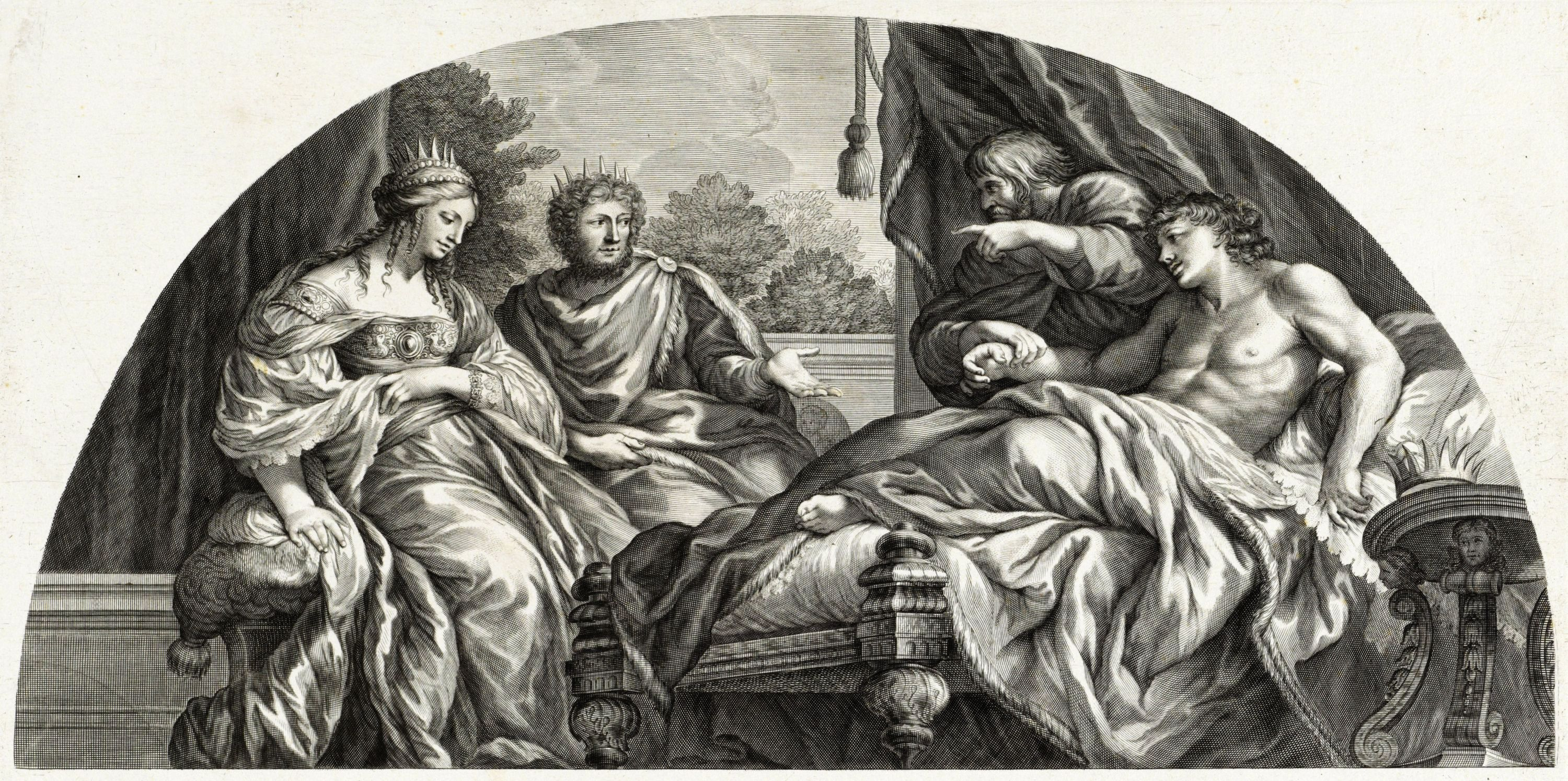
Антиох и Стратоника. По оригиналу Пьетро да Кортона. После 1673. Офорт. Рейксмюсеум, Амстердам